# Galería de arte Winnipeg
La galería de arte Winnipeg (o WAG, siglas en inglés de Winnipeg Art Gallery) es una galería de arte pública que se fundó en 1912. Es la galería municipal más antigua del oeste de Canadá y la sexta más grande del país. El museo está situado en el corazón de la ciudad de Winnipeg, a solo dos cuadras de la Legislatura Provincial de Manitoba y cerca de la Universidad de Winnipeg.

## Colecciones
La colección permanente del museo incluye casi 24 000 obras, con un énfasis particular en Manitoba y el arte canadiense. La colección abarca desde tapices flamencos del siglo XVI a vídeos del siglo XXI, e incluye la mayor colección pública de arte contemporáneo inuit. Se ofrecen obras históricas, contemporáneas, arte fotográfico y decorativo inuit que se exponen cada año.
La galería dispone de gran reconocimiento internacional, sus exposiciones se han mostrado en Nueva York, Caracas, Bogotá, Barcelona, Tokio, Tesalónica, y Verona.
La galería dispone de su propia biblioteca, la biblioteca Clara Lander, que facilita las necesidades de investigación o estudio del personal, miembros, estudiantes de arte, artistas y del público en general. La biblioteca dispone de más de 9000 archivos biográficos de artistas (principalmente canadienses) y más de 24 000 libros, así como suscripciones a cientos de revistas y boletines de arte.